# Maxime Sorel
Pour les articles homonymes, voir Sorel.
Maxime Sorel est un skipper français né le 11 août 1986 à Saint-Malo (Ille-et-Vilaine).

## Biographie
Ingénieur en génie civil 
(Université Bretagne-Sud) dans la vie, Maxime Sorel tire ses premiers bord devant Port Mer-Cancale où il débute en voile légère et prend le goût du large sur le Multi50 de Pascal Quintin.
En 2014, Maxime Sorel passe en Class40 où il termine premier en Class40 Vintage sur la Route du Rhum, Destination Guadeloupe.
Son mécène, V and B, lui construit un Mach 40.3. Il prend très vite ses marques et termine deuxième de la Transat Jacques-Vabre 2015. En 2016, les résultats sont en deçà de ses attentes. L'année suivante, l'optimisation de son bateau lui permet de renouer avec les podiums en gagnant la Rolex Fasnet Race ainsi que la Transat Jacques-Vabre 2017. C’est en position de favori qu’il s’élance sur cette quatrième et dernière année de programme en Class40 V and B Sailing Team. Un démâtage interrompt malheureusement sa course lors de l'édition 2018 de la Route du Rhum.
Le 8 avril 2019, Maxime Sorel met à l'eau son IMOCA V and B, ex-Groupe Bel, à Concarneau après trois mois de chantier dans les ateliers de Kaïros. Accompagné de Roland Jourdain, son objectif est le Vendée Globe. Pour obtenir le droit de participer à cette course, il espère se qualifier en disputant la Bermudes 1000 Race et la Transat Jacques-Vabre 2019. La Bermudes 1000 représente sa première course en solitaire sur IMOCA, il la conclut à une prometteuse 5e place, à moins de huit minutes du deuxième, Yannick Bestaven.

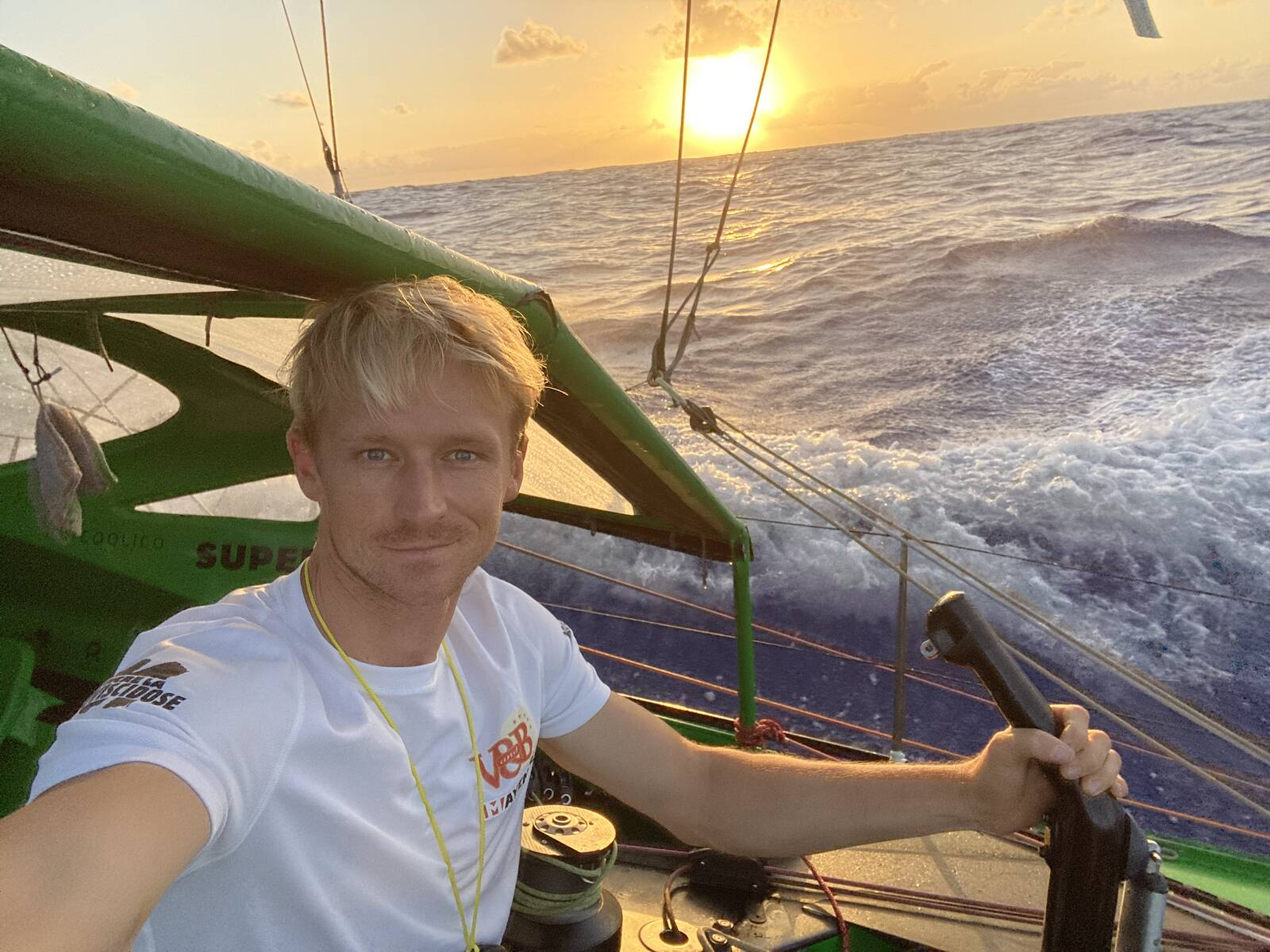
Au grand large du Brésil, durant le Vendée Globe 2020-2021.

Avec l'arrivée du département de la Mayenne dans le projet, comme co-sponsor, Maxime Sorel court depuis juillet 2019 sous les couleurs de V and B - Mayenne et devient parrain de l'association Vaincre la Mucoviscidose.

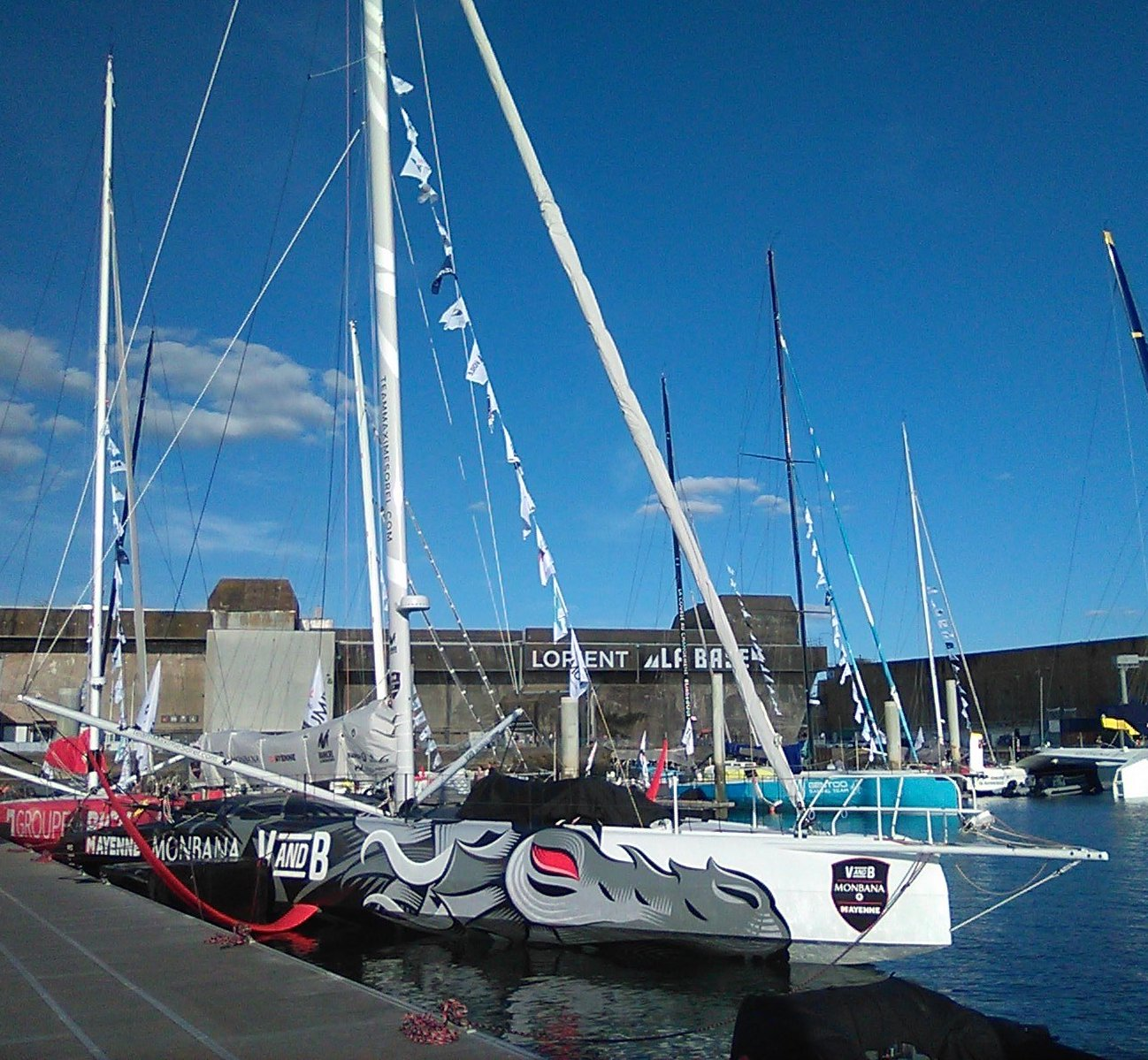
V and B-Monbana-Mayenne au Défi Azimut 2022, à Lorient.

En 2020, Sorel participe à son premier tour du monde en solitaire, sans escale et sans assistance : le Vendée Globe. Il termine à la 10e place en 82 jours, 14 heures, 30 minutes et 15 secondes, malgré un bateau fatigué par les conditions de course.
Le 31 mai 2021, Maxime Sorel annonce, aux côtés de ses partenaires V and B et Mayenne, l'arrivée d'un troisième co-partenaire, la chocolaterie Monbana, et la construction d'un IMOCA à foils : le V and B-Monbana-Mayenne. L'objectif est la participation à l'édition 2024 du Vendée Globe, avec l'ambition de figurer dans le Top 5 sur la ligne d'arrivée. Le 27 juin 2022, le voilier sort du hangar du chantier MerConcept de Concarneau pour être mis à l'eau et recevoir son mât.
En octobre 2024, à un mois du départ pour le Vendée Globe 2024-2025, les trois sponsors principaux du skipper V and B, Monbana et le département de la Mayenne annoncent mettre fin à leur partenariat après la course autour du monde en solitaire. Il abandonne le Vendée Globe au bout de 5 jours à la suite d'une rupture partielle des ligaments de la cheville et d'une avarie sur son rail de grand-voile,.

## Expédition au sommet de l'Everest
Dans la nuit du 17 au 18 mai 2023, il gravit l’Everest pour devenir le tout premier marin à se hisser sur le toit du monde après en avoir fait le tour en solitaire sur un bateau,. Il réalise cet exploit en compagnie de Guillaume Vallot, un alpiniste reporter qui va l’accompagner au sommet, de Julien Ferrandez et de trois sherpas (accompagné de Ngima Gyaljen Sherpa) népalais,.

## Palmarès

### 2009
- Atlantique-le télégramme HN (barreur sur prototype de 6,07 m) : 3e
- Trophée Prince de Bretagne - SNSQP (no 1 sur trimaran multi50 de Pascal Quintin) : 7e
- Trophée Malo - SNBSM : 6e
- Challenge des Minahouet – USHIP LORIENT (barreur sur prototype de 6,07 m) : 3e

### 2010
- Championnat de France universitaire en Open 5.70 (skipper UBS) : 10e

### 2011
- Estuaire Challenge Multi (no 1 sur trimaran Multi50 de Pascal Quintin)

### 2012
- Trophée de Fécamp (no 1 sur trimaran multi50 de Pascal Quintin) : 8e
- Trophée Prince de Bretagne - SNSQP (no 1 sur trimaran multi50 de Pascal Quintin) : 7e
- Trophée des iles - St Quay Portrieux (skipper sur One design 747) : 3e
- Trophée Daniel Derrien- St Quay Portrieux (skipper sur One design 747) : 12e

### 2014: Class40 vintageV and B
- Route du rhum - Destination Guadeloupe
  - 1er Class40 vintage et 23e au général
- Trophée Guyader - 1er Class40 Vintage et 8e au général
- Normandy Channel Race 1er Class40 Vintage et 11e au général[20].

### 2015: Class40V and B
- Transat Jacques Vabre : 2e sur V and B[21].
- Cowes-Dinard – 1er en Overall, 1er en IRC 2 et 1er par équipe sur NUTMEG IV (MC34)
- Record SNSM – 1er en IRC 1 sur Bretagne Télécom (MACH45)
- Spi Ouest-France Intermarché – 11e en IRC 2 sur NUTMEG IV (MC34)

### 2016: Class40V and B
- The Transat Bakerly : abandon à la suite d'un abordage cargo[22]
- Transat Québec Saint-Malo : 8e[21]
- Normandy Channel Race : 3e

### 2017: Class40V and B
- Transat Jacques Vabre : Vainqueur[2] en duo avec Antoine Carpentier.
- Rolex Fastnet Race : Vainqueur[23]
- Grand Prix Guyader : 3e[21]
- Normandy Channel Race : 3e[21]

### 2018: Class40V and B
- Route du Rhum – Destination Guadeloupe abandon suite démâtage[3]
- Normandy Channel Race : 4e

### 2019: IMOCAV and B - Mayenne
- Transat Jacques-Vabre Normandie le Havre : 16e
- Grand Prix Guyader : 4e
- Bermudes 1000 Race : 5e

### 2020: IMOCAV and B - Mayenne
- Vendée-Arctique-Les sables d'olonnes : 11e
- Défi Azimut : 11e
- Vendée Globe : 10e

### 2022: IMOCAV and B-Monbana-Mayenne
- Défi Azimut : 4e
- Route du Rhum : 5e

### 2023: IMOCAV and B - Monbana - Mayenne
- Transat Jacques Vabre : 8e

### 2024: IMOCA V and B - Monbana - Mayenne
- The Transat CIC : 5e

- New York - Vendée : 12e
- Vendée Globe : Abandon après 5 jours de course

## Bateau

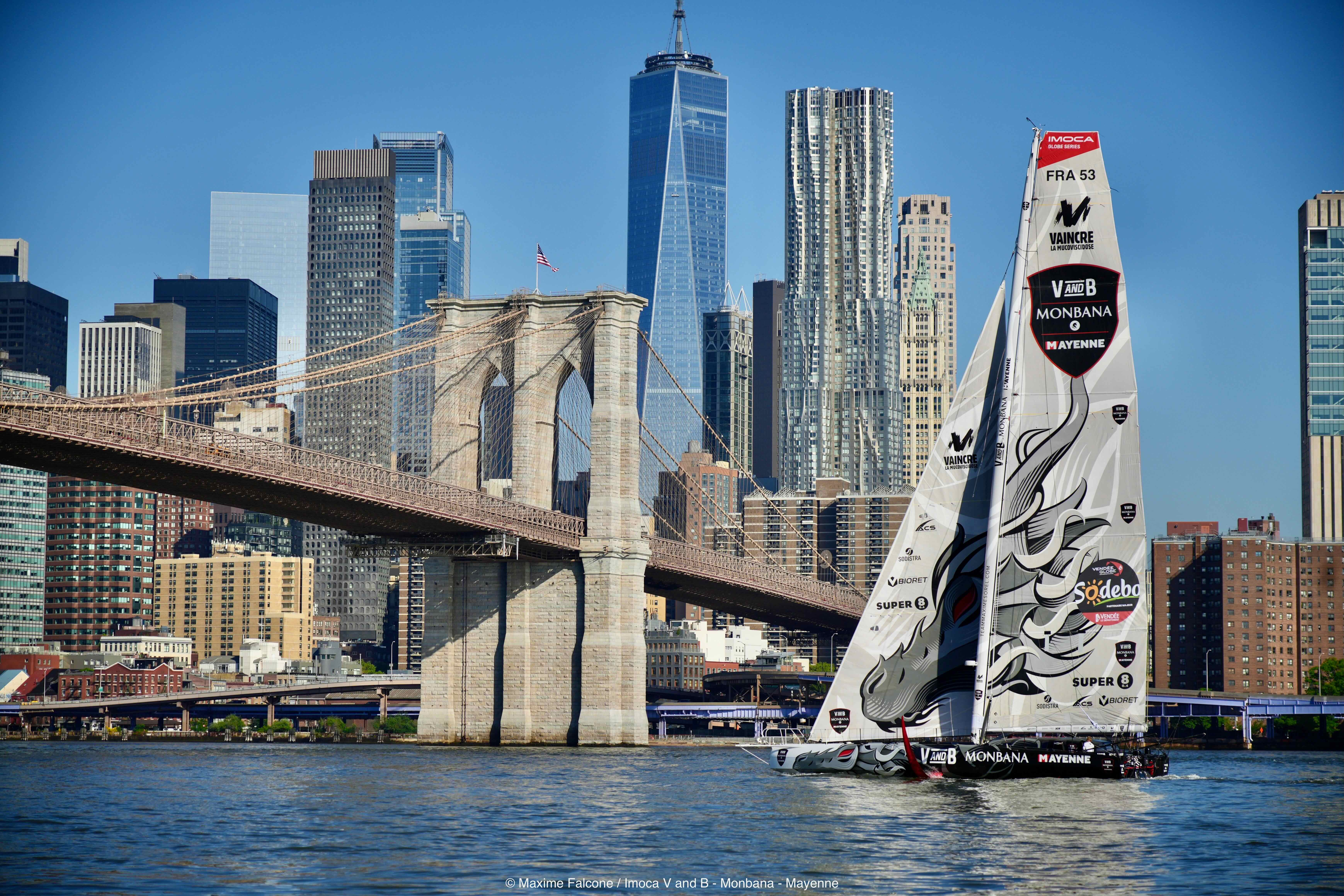
IMOCA V and B - Monbana - Mayenne à New York

Spécificités techniques de V and B-Monbana-Mayenne
- Architecte : Guillaume Verdier
- Chantier naval : Multiplast
- Date de construction : 2021
- Longueur : 18,28 m
- Largeur : 5,50 m
- Tirant d'eau : 4,50 m
- Nombre de dérives : 2
- Hauteur mât : 27,30 m